# Jürgen Kissner
Jürgen Kissner (né le 18 août 1942 à Luckau et mort le 18 mai 2019 à Cologne) est un coureur cycliste allemand. 
Il a notamment été vice-champion olympique de poursuite par équipes aux Jeux olympiques de 1968 avec l'équipe d'Allemagne de l'Ouest composée de Karl Link, Karl-Heinz Henrichs et Udo Hempel.

## Palmarès

### Jeux olympiques
- Mexico 1968
  -  Médaillé d'argent de poursuite par équipes (avec Udo Hempel, Karl-Heinz Henrichs, Rainer Podlesch et Karl Link)

### Championnats du monde
- 1966
  -  Médaillé d'argent de la poursuite par équipes amateurs
- 1967
  -  Médaillé de bronze de la poursuite par équipes amateurs

### Championnats nationaux
- Champion d'Allemagne de l'Est de poursuite par équipes amateur en 1963, 1964
- Champion d'Allemagne de l'Ouest de poursuite amateur en 1966